# آلونزو اسمیت یربی
آلونزو اسمیت یربی (انگلیسی: Alonzo Smythe Yerby؛ ۱۹۲۱ – ۱۹۹۴ (۷۲ سال)) پزشک اهل ایالات متحده و از برندگان جایزه آکادمی ملی علوم بود. او همچنین به عنوان معاون دانشیار دانشکده بهداشت عمومی هاروارد در بوستون خدمت می‌کرد. وی پیش از این به عنوان رئیس بخش و استاد دانشکده بهداشت عمومی هاروارد به عنوان کمیسر بیمارستان‌های نیویورک سیتی مشغول به کار بود.

## زندگی
یربی ۱۵ اکتبر ۱۹۲۱ در آگوستا زاده شد. خواهر او نیز از نویسندگان آمریکایی بود که در طول کار خود ۳۳ کتاب منتشر کرد. او مدرک لیسانس علوم را از دانشگاه شیکاگو در سال ۱۹۴۱ کسب کرد و در جنگ جهانی دوم در ارتش ایالات متحده خدمت کرد. یربی مدرک دکترای خود را از کالج پزشکی مهری در سال ۱۹۴۶ به دست آورد، و پس از آن استاد کارشناسی ارشد بهداشت عمومی از دانشکده بهداشت عمومی هاروارد در سال ۱۹۴۸ را دریافت کرد.